# كارين أندرسون (كاتبة)
كارين أندرسون (بالإنجليزية: Karen Anderson)‏ (16 سبتمبر 1932، إيرلانغر في الولايات المتحدة - 18 مارس 2018، لوس أنجلوس في الولايات المتحدة)؛ كاتِبة وروائية أمريكية.